# Terray Gyula

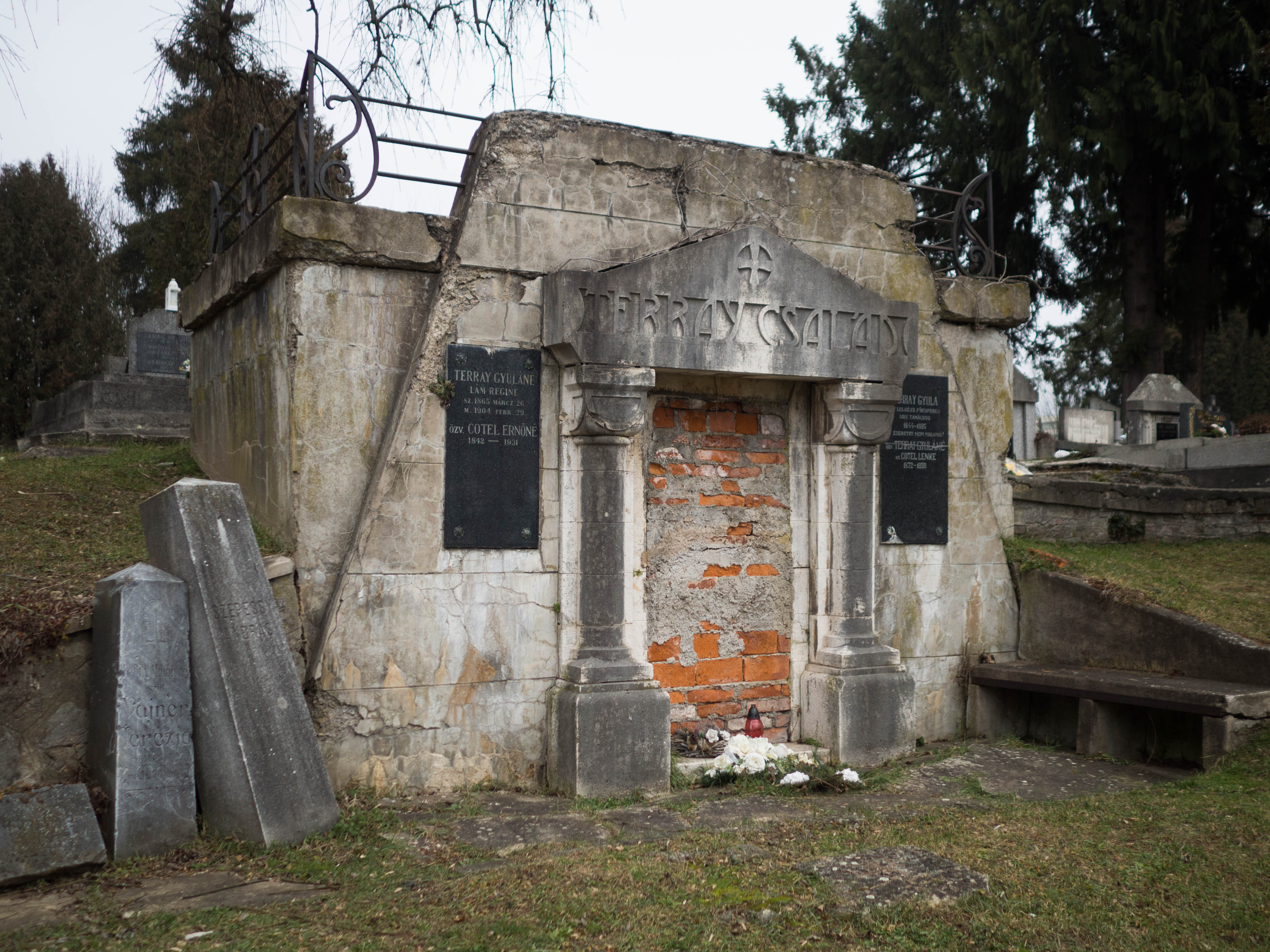
A Terray család sírja a Rozsnyói temetőben. Romos állapotban 2020. január 4. Feltöltő: David Raška. Jobb oldali fekete márványtáblán: Terray Gyula lelkész, főesperes, udvari tanácsos (1844-1925) Özvegy Terray gyuláné, született Cotel Lenke (1872-1959) Bal oldali fekete márványtáblán: Terray Gyuláné, sz. Lám Regine (sz. 1865. márc. 26.-meghalt 1904. február 29. Özvegy Cotel Ernőné. (1842-1931))

Terray Gyula (Vizesrét (Gömör megye), 1844. november 16. – Rozsnyó, 1925. augusztus 15.) evangélikus főesperes, lelkész.

## Élete
Terray Gyula az általános iskolát Hajdúsik Sámuel iskolamesternél 1850-1853 között Vizesréten, majd a gimnáziumot 1853-1860 között Rimaszombatban, 1860-ban Késmárkon, majd 1861-ben Rozsnyón végezte el, ahol érettségi vizsgát tett. A theológiát 1862-ben Pesten, majd Eperjesen, majd 2 és fél évig Tübingenen fejezte be kitüntetéssel. Tanulmányainak bevégezte után Szécsényben, Nyíregyházán kápláni és tanítóképző tanári, Nandráson rendes lelkészi, Rimaszombatban tanári, majd Salgótarjánban, Sajóarnóton, Süvetén rendes lelkészi állást töltött be. Később Rozsnyón működött. Hitsorsosai a főesperesi állásba juttatták, sőt a püspöki állásra is jelölték, majd a püspök törvényes helyettese lett. Hazafias érzületét jellemzi, hogy két szlovák egyházat megmagyarosított, Süvetén a magyar óvóiskola alapját megvetette, Hámosfalván azon ifjú papok számára, akik magukat magyarul eskettették, alapítványt tett. Egyike volt azoknak, akik a kishonti egyházmegyében felburjánzott panszlavizmus megtörésére küldettek, a saját egyházmegyéjében pedig a magyarosodást hathatósan előmozdította. Szülőhelyén és működési helyein számos alapítványt tett és gyűjtött. Az egyházkerületi pénzügyi bizottság egyházi elnöke, az eperjesi és pozsonyi teológiai akadémiák bizottsági tagja, az egyetemes, vagyis a legfelsőbb egyházi törvényszék bírája volt.

## Munkái
- Gyász beszéd, melyet Erzsébet magyar királynő 1898. szept. 17. temetése napján elmondott. Rozsnyó.
- Emléklapok Kossuth Lajos születése 100-ik évfordulója alkalmából Rozsnyón 1902. szept. 20. és 21. tartott emlékünnepélyről. Uo. 1902. (Réz Lászlóval).